# Konrad
Konrad eller Conrad är ett mansnamn med forntyskt ursprung, sammansatt av orden kuoni, ’djärv’ och rat, ’rådgivare’. Det tidigaste belägget i Sverige är från 1293 (Conradus). En variant av namnet är Kurt.
Konrad kom in i almanackan (först den 26 november, sedan den 12 november) till åminnelse av en biskop i Konstanz, som dog år 976.
Namnets senaste popularitetstopp var under de första decennierna på 1900-talet men namnet var också populärt under 1860-talet. Den 31 december 2019 fanns det totalt 3 973 personer i Sverige med namnet Konrad eller Conrad, varav 1 313 med det som tilltalsnamn. År 2003 fick 54 pojkar namnet, varav 19 fick det som tilltalsnamn. 
Namnsdag i Sverige: 12 november (sedan 1778). I den finlandssvenska namnsdagslängden har Konrad namnsdag 12 november sedan starten 1929, då en egen namnsdagskalender togs i bruk för finlandssvenskar.

## Personer med förnamnet Konrad eller Conrad
- Konrad I, tysk-romersk kejsare 911–918
- Konrad II, tysk-romersk kejsare 1027–1039
- Konrad III av Tyskland, tysk-romersk kejsare 1138–1152
- Konrad IV av Tyskland, tysk kung 1237–1254, kung av Jerusalem som Konrad II 1228–1254, kung av Sicilien som Konrad I 1250–1254
- Konrad I av Schwaben, hertig av Schwaben 982–997
- Konrad II av Schwaben, hertig av Schwaben 1191–1196
- Konradin, hertig av Schwaben som Konrad IV, kung av Jerusalem som Konrad III, kung av Sicilien som Konrad II
- Konrad av Montferrat, markgreve av Montferrat, kung av Jerusalem 1190–1192 som Konrad I
- Konrad I av Kärnten, hertig av Kärnten 1004–1011
- Konrad I av Bayern, greve av Zütphen och hertig av Bayern 1049–1053
- Konrad I av Luxemburg, greve av Luxemburg 1059–1086
- Konrad I av Württemberg, herre till Württemberg 1083–1110
- Konrad I av Böhmen, hertig av Böhmen 1092
- Konrad I av Nürnberg, borgherre i Nürnberg omkring 1100-1143
- Konrad I av Zähringen, hertig av Zähringen 1122–1152
- Konrad I av Meissen, markgreve av Meissen 1130–1156
- Konrad I av Schlesien, hertig av Schlesien omkring 1178
- Konrad I av Polen, storhertig av Polen 1241–1243
- Konrad I av Oldenburg, greve av Oldenburg 1315–1347
- Konrad I av Oels, hertig av Oels 1320–1366
- Konrad av Marburg, död 1233, tysk präst och inkvisitor
- Konrad von Megenberg (1309–1374), medelhögstysk författare
- Konrad von Würzburg, (död 1287), tysk författare
- Konrad Adenauer, tysk förbundskansler
- Conrad Adolf Björkman, psalmförfattare, som använde pseudonymen Conrad
- Konrad Bloch, tysk-amerikansk biokemist och  nobelpristagare
- Konrad Granström, svensk gymnast, OS-guldmedaljör i lag 1920
- Konrad Hallenbarter, schweizisk längdskidåkare,
- Franz Conrad von Hötzendorf (1852–1925), österrikisk-ungersk militär
- Konrad Henlein, sudettysk nazistisk politiker
- Conrad Jonsson, "Conke", svensk tidningsman, landshövding i Västmanlands län
- Konrad Lorenz, österrikisk etolog och nobelpristagare
- Konrad Marc-Wogau (1902–1991), svensk filosof
- Konrad Pettersson, svensk längdskidåkare
- Conrad Pineus (1972–1945)), svensk dispaschör, affärsman, mecenat och konstsamlare
- Konrad Peutinger, tysk humanist
- Wilhelm Conrad Röntgen, tysk fysiker, nobelpristagare
- Konrad Zuse, tysk datorpionjär
- Konrad Rasmussen(1985-), Svensk handbollsstjärna och supertränare inom handboll.

## Personer med efternamnet Conrad eller Konrad
- Charles Magill Conrad (1804–1878), amerikansk politiker, senator för Louisiana
- Charles P. Conrad (1930–1999), amerikansk astronaut
- David Conrad (född 1967), amerikansk skådespelare
- Franz Konrad (1906–1952), österrikisk SS-officer
- György Konrád (1933–2019), ungersk författare
- Johannes Conrad (1839–1915), tysk nationalekonom
- Joseph Conrad (1857–1924), polsk-brittisk sjöman och författare
- Kálmán Konrád (1896–1980)), ungersk fotbollsspelare och tränare
- Karolina Conrad, (aktiv 2005), svensk dokusåpavinnare
- Kent Conrad (född 1948), amerikansk politiker, demokrat, senator för North Dakota
- Kimberley Conrad (född 1962), amerikansk fotomodell och skådespelare
- Lauren Conrad (född 1986), amerikansk dokusåpastjärna, formgivare och författare
- Michael Conrad (1925–1983), amerikansk skådespelare
- Michael Georg Conrad (1846–1927), tysk författare
- Paula Conrad (1860–1938), österrikisk skådespelare
- Reinaldo Conrad (född 1942), brasiliansk kappseglare
- Timothy Abbot Conrad (1803–1877), amerikansk geolog
- William Conrad (1920–1994), amerikansk skådespelare, regissör och producent